# Тадж-ад-Дин Осман Маргини
Тадж ад-Дин Осман Маргини (тадж. тоҷ Ад-дин осмон моргани) — таджикский политический и государственный деятель и брат Изз ад-Дина Омара Маргини, который был визирем при султане династии Гуридов Гийас ад-Дине Мухаммаде. Имел связи с высокопоставленными деятелями того времени.
Маргинан сделал значительный вклад в развитие таджикской поэзии и културы, сочетая в своих произведениях элементы Суфизмам традиционной таджикской мысли. Его творчество оказало влияние на последующие поколения поэтов и мыслителей в Централной Азии.

## Биография
Тадж ад-Дин Осман Маргини происходил из города Маргинан (современный Маргилан), который находился в Мавераннахре, регионе, населённом в основном таджиками. Его брат, Изз ад-Дин Омар Маргини, занимал пост визиря при дворе Гуридов, что подчёркивает влияние и политическую мощь семьи Маргини.

## Политическая деятельность
Тадж ад-Дин Осман также был влиятельным политиком. В его правление или влияние в регионе отмечаются тесные связи с Гуридами. Некоторые источники указывают на его роль в становлении династии Картидов, которая правила в Герате и Хорасане. Его действия способствовали укреплению власти Картидов и их влияния на территорию Центральной Азии.

## Наследие
Хотя о жизни и деятельности Тадж ад-Дина Османа Маргини известно не так много, его политическая роль в истории региона, а также связи с братом Изз ад-Дином и Картидами, делают его значимой фигурой в истории Центральной Азии.